# The Shadows
The Shadows va ser una banda de rock and roll anglesa activa des dels anys 60 fins als 90, antigament coneguts com a "Cliff Richard and The Shadows". Entre els seus èxits es troben singles com: "Move It" (# 2UK, #100 ARIA) de 1958, el 1975 van quedar segons en el Festival d'Eurovisió. Es van reunir de nou per a una gira el 2004. Van sorgir com a The Drifters, banda de suport de Cliff Richard.

## Membres
- Hank Marvin: veu i guitarra.
- Bruce Welch: guitarra.
- Brian Bennett: bateria.
- Jet Harris: baix.
- Tony Meehan: bateria.
- Brian Locking: baix.
- John Rostill: baix.